# Dolichopus sphagnatilis
Dolichopus sphagnatilis är en tvåvingeart som beskrevs av Vaillant och Jacques Brunhes 1981. Dolichopus sphagnatilis ingår i släktet Dolichopus och familjen styltflugor.
Artens utbredningsområde är Frankrike. Inga underarter finns listade i Catalogue of Life.